# Monica Bonfanti
Monica Bonfanti (* 19. Juni 1970 in Sorengo) ist eine Schweizer Polizistin und seit dem 1. August 2010 die Kommandantin der Kantonspolizei Genf.

## Biographie
Aufgewachsen ist Bonfanti im Tessin. Während sie ihre Doktorarbeit schrieb, arbeitete sie im Wissenschaftlichen Dienst der Stadtpolizei Zürich. Zum Zeitpunkt ihrer Wahl zur ersten weiblichen Kommandantin einer Kantonspolizei arbeitete sie bereits seit sechs Jahren in der forensischen Abteilung der Genfer Kantonspolizei.
Bonfanti ist ledig, kinderlos, Autorin zahlreicher Fachpublikationen und Eiskunstläuferin.